# Текендама
Текендама  — (Tequendama Falls — у перекладі з мови місцевого племені — Відкриті Двері) відомий водоспад на річці Богота. Водоспад розташований у лісопарковій зоні та схильний до посухи лише в грудні. Індіанці (плем'я чибча), що населяють долину річки Богота, з покоління в покоління розповідають легенду про те, як виник цей водоспад.